# هوهن نویندورف
شهر هوهن نویندورفدر ایالت برندنبورگ در کشور آلمان واقع شده‌است.